# Arcueil
Arcueil es una comuna francesa situada en el  departamento de Valle del Marne, de la región de Isla de Francia.
Los habitantes se llaman Arcueillais.

## Geografía
Está ubicada en las afueras (banlieue en francés) sur de París. 

## Demografía
| 1 338 | 1 200 | 1 439 | 1 809 | 1 746 | 2 701 | 3 071 | 4 078 | 5 024 | 5 299 | 6 067 | 6 465 | 6 088 | 7 064 | 8 425 | 9 237 | 11 319 | 14 966 | 12 559 | 16 200 | 16 590 | 16 340 | 18 067 | 20 224 | 21 877 | 20 330 | 20 064 | 20 334 | 18 061 | 19 592 | 20 100 | 21 516 |
| Para los censos de 1962 a 1999 la población legal corresponde a la población sin duplicidades (Fuente: INSEE [Consultar]) |       |       |       |       |       |       |       |       |       |       |       |       |       |       |       |        |        |        |        |        |        |        |        |        |        |        |        |        |        |        |        |

## Transportes
Arcueil es servido por dos estaciones en la línea B del RER de la región parisina.